# Ike
Ike (アイク, Aiku) é o protagonista dos jogos Fire Emblem: Path of Radiance e Fire Emblem: Radiant Dawn, ambos criados pela Nintendo e partes da série Fire Emblem. Ele é filho de Elena e Greil, comandante dos Mercenários de Greil e irmão mais velho de Mist. Sua história começa em Path of Radiance, com seus últimos dias como aprendiz na firma mercenária de seu pai e segue mostrando seu desenvolvimento enquanto adquire o poder para governar uma força militar, com o propósito de restaurar uma nação inteira.
Ike é o primeiro protagonista da série Fire Emblem que não pertence à nobreza ou a uma linhagem real, isso por que seus criadores decidiram que queriam um personagem com que "nenhum homem pudesse se enfatizar". Sua personalidade bruta e seu cabelo azul são derivadas de Hector, o protagonista do primeiro Fire Emblem lançado para a Europa e América do Norte, quando os criadores de Ike descobriram que ele era um dos personagens mais populares da série.
Ike também é um personagem jogável em Super Smash Bros. Brawl, em Super Smash Bros. para Nintendo 3DS e Wii U e em Super Smash Bros. Ultimate.

## Características
Ike é primeiro filho de Greil, líder dos Mercenários de Greil, e assume a liderança quando seu pai é morto pelo Cavaleiro Negro. Na maior parte do jogo, ele está a serviço da princesa Elincia. Ike é um pouco ingénuo no início de Path of Radiance, mas cresce como um personagem corajoso mais tarde. Ele tem pouca memória de sua vida no Reino Gallia como um jovem garoto, e antes de ser um mercenário, demonstra que ele não sabe o que são Laguz(raça fictícia de pessoa que pode mudar de forma entre humana e animal). Ele é um personagem simpático e corajoso, e é muito protetor de sua família e amigos. Sua motivação é vingar a morte de seu pai, mas ele pede nenhuma recompensa em ajudar na libertação da Crimeia e ajudando Elincia para reclamar o trono como rainha, com excepção para o pagamento usual como sendo um mercenário. Embora ele não tem nenhum desejo de se tornar um nobre, ele aceita o título de Lorde para que ele possa conduzir o Exército de Libertação da Crimeia, após seu triunfo sobre Duke Oliver.

## Ragnell
Ragnell é a segunda espada de Ike nos dois jogos em que ele aparece. A arma é uma larga espada dourada com o cabo negro e uma alça. Ela tem um grande poder e precisão, assim como sendo capaz de acertar inimigos que estejam a uma distância razoável. Ragnell foi abençoada pela deusa Ashera, fazendo com que a espada seja inquebrável. Na história, Ragnell é a única coisa capaz de perfurar a armadura abençoada do Cavaleiro Negro. No primeiros momentos de Path of Radiance, a espada é oferecida à Greil pelo Cavaleiro Negro antes de sua luta, mas ele a recusa. Em ambos os jogos, Ragnell é dada à Ike, como parte do enredo principal.
Ragnell, junto de sua espada-gêmea, Alondite, foi forjada a fim de derrotar a deusa Yune. Ambas espadas foram usadas primeiramente por Altina, uma dos três heróis que selaram Yune, assim como a primeira Imperatriz do Império Begnion. Sendo um tesouro nacional de Begnion, Ike a devolveu para o apóstolo Sanaki após usá-la para salvar Criméia em Path of Radiance. No decorrer de Radiant Dawn, Sanaki devolve Ragnell para Ike, com a finalidade de que ele lideresse a armada de soldados e retomasse Begnion.
Nos jogos, Ragnell é uma das armas mais poderosas de toda a série. Ela pode aplicar uma grande quantidade de dano, quase sempre acertando seu alvo, além de poder atacar a distância, permitindo tanto que Ike defenda ataques diretos e/ou indiretos.

## História

### Path of Radiance
Ike inicia o jogo como o mais novo membro dos Mercenários de Greil, enquanto os outros membros o exergam como um simples recruta. Após saber sobre que o reino Daein está invadindo Criméia, Greil faz com que Ike passe por um duro treinamento, a fim de que seu filho tomasse a liderança. Após a morte de Greil pelas mãos do Cavaleiro Negro, Ike se torna líder dos Mercenários de Greil. Com o decorrer do jogo, ele acaba por trabalhar para a Princesa Elincia, mas sem combrar nada mais do que o simples pagamento de mercenário. Ele inicia seus serviços com o título de Guardião, mas eventualmente adquire o título de Lorde, concedido pela princesa para que ele pudesse liderar a Armada da Libertação de Criméia, tornando-se seu general. Em virtude de salvar seu reino, Ike parte para o reino de Gallia, em busca de seu rei Caineghis, mas ao chegar. Caineghis preferiu por não lutar, mas manda seus soldados Lethe e Mordecai para ajudarem Ike. Ele então deixa Gallia para salvar Elincia, e durante a jornada, monta um grande exército com recrutas e aliados.
Dentro da guerra, por volta do fim do jogo, Ike adquire a Espada Divina Ragnell. Com o decorrer dos fatos, ele duela com o Cavaleiro Negro para vingar a morte de seu pai. Durante a luta, o castelo onde a luta ocorria desmorona, mas Ike consegue escapar, ao contrário de seu inimigo. Após o confronto, Ike parte com sua armada para a capital de Criméia, onde ele encontra e derrota Ashnard, o rei de Daein. Com Elincia novamente no poder, desta vez governando como rainha, Ike retorna para o comando dos Mercenários de Greil, agora com o título de Herói da "Guerra do Rei Louco".

### Radiant Dawn
Ike, agora conhecido como herói da "Guerra do Rei Louco" retorna como o protagonista da segunda parte de Radiant Dawn, a continuação de Path of Radiance. Ele começa como um personagem da classe Herói, empunhando a espada Ettard, mas depois readquire Ragnell. Sua aparência também mudou, sua estrutura facial está mais definida, ele parece mais maduro e seu cabelo está mais curto. Demonstrando a sua astúcia, ele e seus Mercenários de Greil permaneceram escondidos durante a rebelião de Criméia, até se integrarem no último minuto para salvar Lucia da execução. Na Parte IV do jogo, Ike se torna um Vanguarda com a bênção da deusa Yune, e assim, finalmente vinga o seu pai, após matar o retornado Cavaleiro Negro em uma batalha um-à-um. Após sua vitória, ele toma posse de Alondite, a espada sagrada do Cavaleiro Negro, e a contraparte de Ragnell. A história decorre, e é revelado que ele testemunhou seu pai Greil matando sua mãe Elena ,devido à energia do medalhão do caos, mas a sua memória é selada por Sephiran para evitar a dolorosa verdade.
Uma vez que a deusa Ashera, antagonista do jogo é derrotada e todos os países ficam estáveis, Ike parte para otra terra, deixando o continente de Tellius para sempre.

### Super Smash Bros. Brawl
A primeira aparição de Ike é no Battlefield Fortress, ajudando outro herói de Fire Emblem, Marth e seu novo parceiro, Cavaleiro Meta, utilizando seu Aether para derrubar a Subspace Bomb que estava sendo carregada pelo Ministro Anciâo. Ele então se junta aos dois espadachins e se torna o líder da equipe.
Seu time aparece depois em The Wilds, seguindo as marcas de um tanque, que depois se revela ser Galleom. O trio derrota o robô, que cai do penhasco onde eles lutava direto para The Ruined Hall, onde ele é definitivamente derrotado por Lucas e o treinador Pokémon, que depois se juntam a Ike e seu time.
Ike é brevemente visto no level Glacial Peak, durante a batalha das naves Halberd e Great Fox. Os Ice Climbers, que estavam caindo do topo da montanha de gelo, se juntam ao time de Ike, seguidos pela Armada do Subspace, na qual começou um ataque. Posteriormente, o time de Mario, composto por Link, Yoshi, Kirby e Pit aparecem. Os dois times se juntam e derrotam a Armada do Subspace.
Sua última aparição no jogo foi no nível Entrance to Subspace. Ike, ao lado dos outros personagens são transformados em troféus por Tabuu. Após seu troféu ser salvo, ele se torna jogável em The Great Maze, assim como na batalha final contra Tabuu.
Ike também possui dois adesivos no jogo, um para Path of Radiance, e um para Radiant Dawn.

### Super Smash Bros. for Nintendo 3DS / WiiU
Ike foi revelado como um dos personagens veteranos jogáveis em Super Smash Bros. for Nintendo 3DS e Wii U que retornam de Super Smash Bros. Brawl e conta com um visual como visto em Fire Emblem: Radiant Dawn. O anúncio foi feito pelo diretor do jogo, Masahiro Sakurai, por meio de um post diário na página do Miiverse e no site oficial do jogo.

### Super Smash Bros. Ultimate
Ike é um dos personagens veteranos jogáveis em Super Smash Bros. Ultimate que retornam de Super Smash Bros. para Nintendo 3DS e Wii U.